# 青浦新城
青浦新城是中華人民共和國上海市青浦區的一個城市規劃區和衛星城，主城區北至上達河、毛河涇，南至滬青平高速公路，東至油墩港，西至西大盈港，規劃面積26.89平方公里，規劃人口25萬人。